# Bredase Singelloop
De AMGEN Singelloop Breda is een jaarlijkse hardloopwedstrijd die gehouden wordt in de vorm van een stratenloop door het historisch centrum en langs de singels van Breda. Er zijn verschillende afstanden (5 en 10 km) en er is ook een Familieloop, waarbij kinderen samen met hun ouders (of alleen) een afstand van 1,8 of 3,8 kilometer kunnen lopen. De belangrijkste afstand is de halve marathon over enkele ronden door de stad. De start is op de Claudius Prinsenlaan, de finish op de Grote Markt in Breda.

## Algemeen
De Bredase Singelloop is het grootste eendaagse evenement van Breda. Met een deelnemersaantal van circa 19.000 lopers en naar schatting 85.000 bezoekers, fans en actieve supporters is de eerste zondag van oktober een klassieker geworden op de evenementenagenda. Een opvallend kenmerk van het evenement is dat het 100% wordt georganiseerd door vrijwilligers. Circa 600 vrijwilligers maken dit evenement jaarlijks mogelijk. Tijdens de Singelloop spelen er vele bandjes, dweilorkesten, dj’s en sambabands langs het parkoers en op de Grote Markt, waar uiteindelijk wordt gefinisht.

## Missie
Stichting De Bredase Singelloop heeft als doelstelling het aanzetten tot hardlopen en presteren in een publieksvriendelijke omgeving.
In 2016 ontving Stichting De Bredase Singelloop de 5 sterrenclassificatie van de Europese Atletiekfederatie (EAA). Daarmee is zij het eerste jaarlijkse hardloopevenement op de weg in Nederland dat deze status aan haar naam mag verbinden. De EAA stelde in samenwerking met vooraanstaande loopexperts een set van veiligheids- en kwaliteitsstandaarden op voor openbare wegwedstrijden. Zij beoordeelde de Singelloop op 54 punten. Op ieder punt scoorde de Singelloop de hoogste waardering. Verdere internationale erkenning volgde enkele jaren later. In 2019 werd de Singelloop toegevoegd aan de Bronze label road races van de IAAF. Daarmee werd de Singelloop erkend als een van de meest prestigieuze wegwedstrijden ter wereld.

## Historie
De eerste Bredase Singelloop werd georganiseerd in 1986 en in 2020 wordt zodoende de 35e editie georganiseerd. Daarbij zal ook de halve marathon wederom op het programma staan. Door de jaren heen heeft de wedstrijd binnen dit breedtesport evenement ook altijd een prominente rol gehad. In 2010 en 2011 werd tijdens dit evenement het Nederlands kampioenschap halve marathon gehouden en door de jaren heen heeft de Nederlandse top de finishlijn op de Grote Markt gepasseerd. Een van de Nederlandse winnaars van de wedstrijdloop was Marti ten Kate.
De snelste tijd bij de mannen werd in 2016 gelopen door de Keniaan Nicholas Korir in 59.50. Bij de vrouwen is de snelste tijd in 2019 gelopen door diens landgenote Naom Jebet in 1:08.16.

## Uitslagen
Halve marathon
| Datum          | Snelste man             | Land      | Tijd    | Snelste vrouw           | Land      | Tijd    |
| -------------- | ----------------------- | --------- | ------- | ----------------------- | --------- | ------- |
| 5 oktober 1986 | Marti ten Kate          | Nederland | 1:03.52 | Gerrie Timmermans       | Nederland | 1:20.25 |
| 4 oktober 1987 | Alex Hagelsteens        | België    | 1:01.27 | Martine van de Gehuchte | België    | 1:14.45 |
| 2 oktober 1988 | John Vermeule           | Nederland | 1:02.22 | Martine van de Gehuchte | België    | 1:13.42 |
| 1 oktober 1989 | Marti ten Kate          | Nederland | 1:02.23 | Joke Kleijweg           | Nederland | 1:12.55 |
| 7 oktober 1990 | Bert van Vlaanderen     | Nederland | 1:02.52 | Joke Kleijweg           | Nederland | 1:13.06 |
| 6 oktober 1991 | Marti ten Kate          | Nederland | 1:02.16 | Martine van de Gehuchte | België    | 1:14.49 |
| 4 oktober 1992 | Tonnie Dirks            | Nederland | 1:02.20 | Marianne van de Linde   | Nederland | 1:13.35 |
| 3 oktober 1993 | Francis Nade            | Tanzania  | 1:02.39 | Hellen Kimutai          | Kenia     | 1:12.15 |
| 2 oktober 1994 | Simon Lopuyet           | Kenia     | 1:01.58 | Joyce Chepchumba        | Kenia     | 1:12.03 |
| 1 oktober 1995 | Thomas Osano            | Kenia     | 1:02.58 | Aniela Nikiel           | Polen     | 1:12.09 |
| 6 oktober 1996 | Thomas Osano            | Kenia     | 1:02.11 | Joyce Chepchumba        | Kenia     | 1:10.18 |
| 5 oktober 1997 | Joseph Mereng           | Kenia     | 1:02.21 | Lornah Kiplagat         | Kenia     | 52.40   |
| 4 oktober 1998 | Clement Kiprotich       | Kenia     | 1:01.35 | Tegla Loroupe           | Kenia     | 1:13.01 |
| 3 oktober 1999 | John Gwako              | Kenia     | 1:02.30 | Susan Chepkemei         | Kenia     | 1:12.10 |
| 1 oktober 2000 | Jackson Koech           | Kenia     | 1:02.11 | Simona Staicu           | Hongarije | 1:12.50 |
| 7 oktober 2001 | Wilson Kigen            | Kenia     | 1:02.04 | Linah Cheruiyot         | Kenia     | 1:12.46 |
| 6 oktober 2002 | Sammy Kipruto           | Kenia     | 1:02.32 | Restituta Joseph        | Tanzania  | 1:09.55 |
| 5 oktober 2003 | Sammy Kipruto           | Kenia     | 1:02.06 | Restituta Joseph        | Tanzania  | 1:11.44 |
| 3 oktober 2004 | Christofer Kandie       | Kenia     | 1:02.12 | Tegla Loroupe           | Kenia     | 1:11.14 |
| 2 oktober 2005 | James Rotich            | Kenia     | 1:02.28 | Carolyn Kiptoo          | Kenia     | 1:10.25 |
| 1 oktober 2006 | Charles Koech           | Kenia     | 1:01.48 | Hilda Kibet             | Kenia     | 1:12.18 |
| 7 oktober 2007 | Jonathan Maiyo          | Kenia     | 1:02.26 | Emily Kimuria           | Kenia     | 1:13.17 |
| 5 oktober 2008 | Boniface Biwott         | Kenia     | 1:02.02 | Beatrice Omwanza        | Kenia     | 1:13.28 |
| 4 oktober 2009 | Joseph Kiptoo           | Kenia     | 1:01.04 | Joan Jepkorir Aiyabei   | Kenia     | 1:13.42 |
| 3 oktober 2010 | Peter Kamais            | Kenia     | 1:01.55 | Pamela Lisoreng         | Kenia     | 1:12.34 |
| 2 oktober 2011 | Philip Langat           | Kenia     | 1:01.58 | Elizeba Cherono         | Kenia     | 1:11.42 |
| 7 oktober 2012 | Philip Langat           | Kenia     | 1:01.05 | Monica Chepkoech        | Kenia     | 1:10.21 |
| 6 oktober 2013 | Emmanuel Oliaulo        | Kenia     | 1:01.51 | Valentine Kibet         | Kenia     | 1:11.50 |
| 5 oktober 2014 | Richard Kiprop          | Kenia     | 1:00.11 | Rose Chelimo            | Kenia     | 1:08.40 |
| 4 oktober 2015 | Philip Langat           | Kenia     | 1:01.06 | Elizeba Cherono         | Kenia     | 1:10.10 |
| 2 oktober 2016 | Nicholas Korir          | Kenia     | 59.50   | Ivy Kibet               | Kenia     | 1:11.24 |
| 1 oktober 2017 | Edwin Kiptoo            | Kenia     | 1:00.42 | Naom Jebet              | Kenia     | 1:08.44 |
| 7 oktober 2018 | Berhane Tesfay          | Eritrea   | 1:00.54 | Gladys Jeptepkeny       | Kenia     | 1:12.56 |
| 6 oktober 2019 | Berhane Tesfay          | Eritrea   | 1:03.07 | Naom Jebet              | Kenia     | 1:08.16 |
| 2 oktober 2022 | Vincent Kiprotich Kibet | Kenia     | 1:01.21 | Gladys Jemaiyo          | Kenia     | 1:08.18 |
| 1 oktober 2023 | Vincent Kiprotich Kibet | Kenia     | 1:01.28 | Naom Jebet              | Kenia     | 1:10.38 |
| 6 oktober 2024 | Robert Kiprop Koech     | Kenia     | 1:02.02 | Maureen Koster          | Nederland | 1:10.06 |

Amersfoort ·
Amsterdam ·
Breda ·
Den Haag ·
Den Helder ·
Dordrecht ·
Drunen ·
Eindhoven ·
Egmond aan Zee ·
Enschede ·
Etten-Leur ·
Haarlem ·
Haarlemmermeer ·
Hoorn ·
Leeuwarden ·
Leiden ·
Linschoten ·
Monster ·
Nijmegen ·
Pijnacker ·
Schoorl ·
Spijkenisse ·
Terschelling ·
Texel ·
Utrecht ·
Venlo ·
Zandvoort ·
Zwolle